# Marlon Gomes
Pour les articles homonymes, voir Gomes.
Marlon Gomes Claudino, plus simplement connu sous le nom de Marlon Gomes, né le 14 décembre 2003 à Rio de Janeiro, est un footballeur brésilien qui joue au poste de milieu de terrain au Chakhtar Donetsk.

## Biographie

### Carrière en club
Né à Rio de Janeiro au Brésil, Marlon Gomes est formé par le Vasco da Gama, où il commence sa carrière professionnelle. Il joue son premier match avec l'équipe première du club le 20 juillet 2022, à l'occasion d'une rencontre de Série B contre Ituano.

### Carrière en sélection
En juin 2022, Marlon Gomes est convoqué pour la première fois avec l'équipe du Brésil des moins de 20 ans, pour un tournoi amical.
Le 8 décembre 2022, il est convoqué par Ramon Menezes pour le Championnat d'Amérique du Sud des moins de 20 ans qui a lieu début 2023,.
Titulaire lors de la compétition, le Brésil remporte le championnat pour la première fois en 12 ans, après avoir battu l'Uruguay, son dauphin, lors de la dernière journée,.

## Palmarès
Brésil -20 ans
- Championnat d'Amérique du Sud
  - Champion en 2023